# Mörder, Hoffnung der Frauen

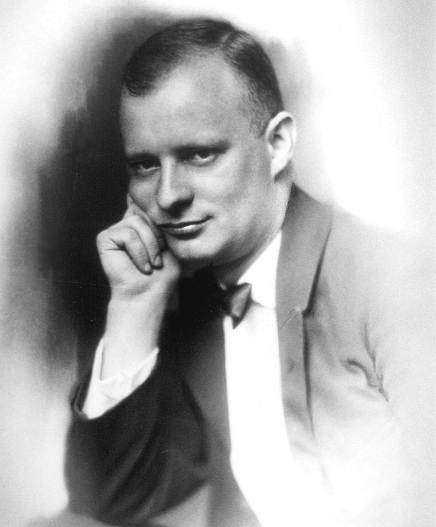
Paul Hindemith

Mörder, Hoffnung der Frauen ("Mördare, kvinnornas hopp") är en opera i en akt med musik av Paul Hindemith och libretto av Oskar Kokoschka efter hans eget drama från 1907. Operan var den första av en triptyk av expressionistiska enaktsoperor, där de två andra var Nusch-Nuschi och Sancta Susanna. De var Hindemiths första operor. De två första hade premiär i Stuttgart den 4 juni 1921, alla tre framfördes på Frankfurtoperan 1922.

## Historia
Kokoschka skrev sitt symbolladdade drama redan 1907 och bearbetade det fyra gånger. Hindemith upplevde första världskriget som soldat i Belgien och norra Frankrike. Efter kriget blev han intresserad av expressionismen och komponerade verket 1919. Hindemith byggde operan på den sista versionen av pjäsen från 1917, som han tonsatte med endast ett fåtal förkortningar. Musikforskaren Joel Haney skriver att han "försökte att giva mytiskt uttryck till en våldsam kamp mellan könen". Operan uruppfördes 4 juni 1921 på Landestheater i Stuttgart, samtidigt med Hindemiths andra enaktsopera Nusch-Nuschi. Föreställningen dirigerades av Fritz Busch och regisserades av Otto Erhardt. Föreställningens längd är ca 24 minuter. Den starkt expressionistiska musiken väckte entusiasm vid premiären, men redan vid de följande föreställningarna uppstod tumult av, som det sades, sedliga grunder. De kulturpolitiska undertonerna var dock tydliga.

## Personer
| Roller            | Stämma    | Premiärbesättning, 4 Juni 1921 (Dirigent: Fritz Busch) |
| ----------------- | --------- | ------------------------------------------------------ |
| Mannen, anföraren | baryton   | Theodor Scheidl                                        |
| Kvinnan           | sopran    | Erna Ellmenreich                                       |
| Förste soldaten   | tenor     |                                                        |
| Andre soldaten    | bas       |                                                        |
| Tredje soldaten   | tenor     |                                                        |
| Första flickan    | sopran    |                                                        |
| Andra flickan     | kontraalt |                                                        |
| Tredje flickan    | sopran    |                                                        |

## Handling
Ett område, som sluttar upp mot ett torn med en gallerport av järn. Forntiden.
Soldaterna vägrar följa anförarens order om att bryta upp. Mannen är vit i ansiktet och klädd i rustning. En storväxt kvinna i rött med långt ljust hår och en skara flickor gör anspråk på platsen för egen del. Flickorna kryper förskräckta ihop medan deras ledare närmar sig männen. Det hela leder till en konfrontation och sexuella provokationer. Den latenta spänningen laddas ur i en konflikt mellan huvudpersonerna. Mannen, anföraren, brännmärker kvinnan, medan hon sårar honom med en kniv. Soldaterna spärrar in anföraren i tornet. Män och flickor råkar i sexuell extas, medan en likkista sänks ned. Mannen läggs i kistan och spärras in i tornet. Kvinnan gör fåfänga försök att komma in i tornet och få beröra den inspärrade. I gryningen vaknar han till liv. De ligger med varandra. Under kärleksakten återfår mannen sitt härskarbeteende, medan kvinnan känner sig svagare. En lätt stöt från mannen dödar kvinnan, som när hon faller till marken drar med sig en fackla och sätter allt i brand. Soldater och flickor flyr till anföraren, som slår ned dem som insekter. Vid första hanegället skyndar han ensam bort längs en brandgata.